# Rich Men North of Richmond
Men North of Richmond är en sång av den amerikanske countrysångaren Oliver Anthony, utgiven i augusti 2023. Sången uppmärksammades via sociala medier och hamnade kort därefter i topp på Billboard Hot 100.